# Fond-de-Gras
Fond-de-Gras est un lieu-dit de la commune luxembourgeoise de Differdange situé dans l'extrême sud-ouest du pays.

## Géographie

### Géologie et relief
Présent dans le sous-sol des régions du sud du Luxembourg, le minerai de fer fait partie du plus grand gisement européen dont la superficie atteignait près de 110 000 hectares. Cependant, uniquement 3 700 hectares se trouvaient sur le territoire luxembourgeois. La plus grande partie du gisement était située en France (Lorraine).

## Toponymie
Seule une prononciation est correcte, elle invite de bien dire le « s » final.
En effet, le vaste espace qui s’étend avant la descente vers le Fond-de-Gras s’appelle en luxembourgeois « Grasskop », ce qui peut se traduire par « prairie-colline », en référence, précisément, aux herbages qui recouvrent ces hauteurs.
Par opposition, la zone située en contrebas du « Grasskop » est appelée « Fond-de-Gras », car, en raison d’une humidité persistante, la vallée est, là aussi, recouverte d’herbe. « Fond-de-Gras » est donc un toponyme singulier, puisqu’il combine vocabulaire français et allemand/luxembourgeois.
Cette explication semble être la plus plausible et en supplante d’autres, notamment celle faisant référence à un certain Monsieur Gras actif en ces lieux, ou encore cette macabre référence à d’hypothétiques exécutions qu’on y aurait perpétré (Grâce ; Gnade).

## Histoire
À l'époque des Celtes, le Titelberg jouait un rôle primordial grâce à un oppidum important, érigé au IIe siècle av. J.-C. Les fouilles réalisées au Titelberg témoignent qu’il était la place centrale de la cité des Trévires.
Le Fond-de-Gras a été un des plus importants centres d’exploitation minière au Luxembourg. Toutefois l'extraction du minerai souterrain se termine en 1955. En 1964, un éboulement sur la ligne de chemin de fer Fond-de-Gras - Pétange met définitivement fin à toute activité ferroviaire. Rapidement, des bénévoles s’engagent pour faire circuler un train touristique avec des locomotives historiques à vapeur. Le premier « Train 1900 » siffle en 1973. Quelques années plus tard, une ancienne mine est à nouveau ouverte et se visite grâce train minier « Minièresbunn » qui propose aujourd’hui une expérience impressionnante lors de la visite au fond de la mine.

## Culture locale et patrimoine

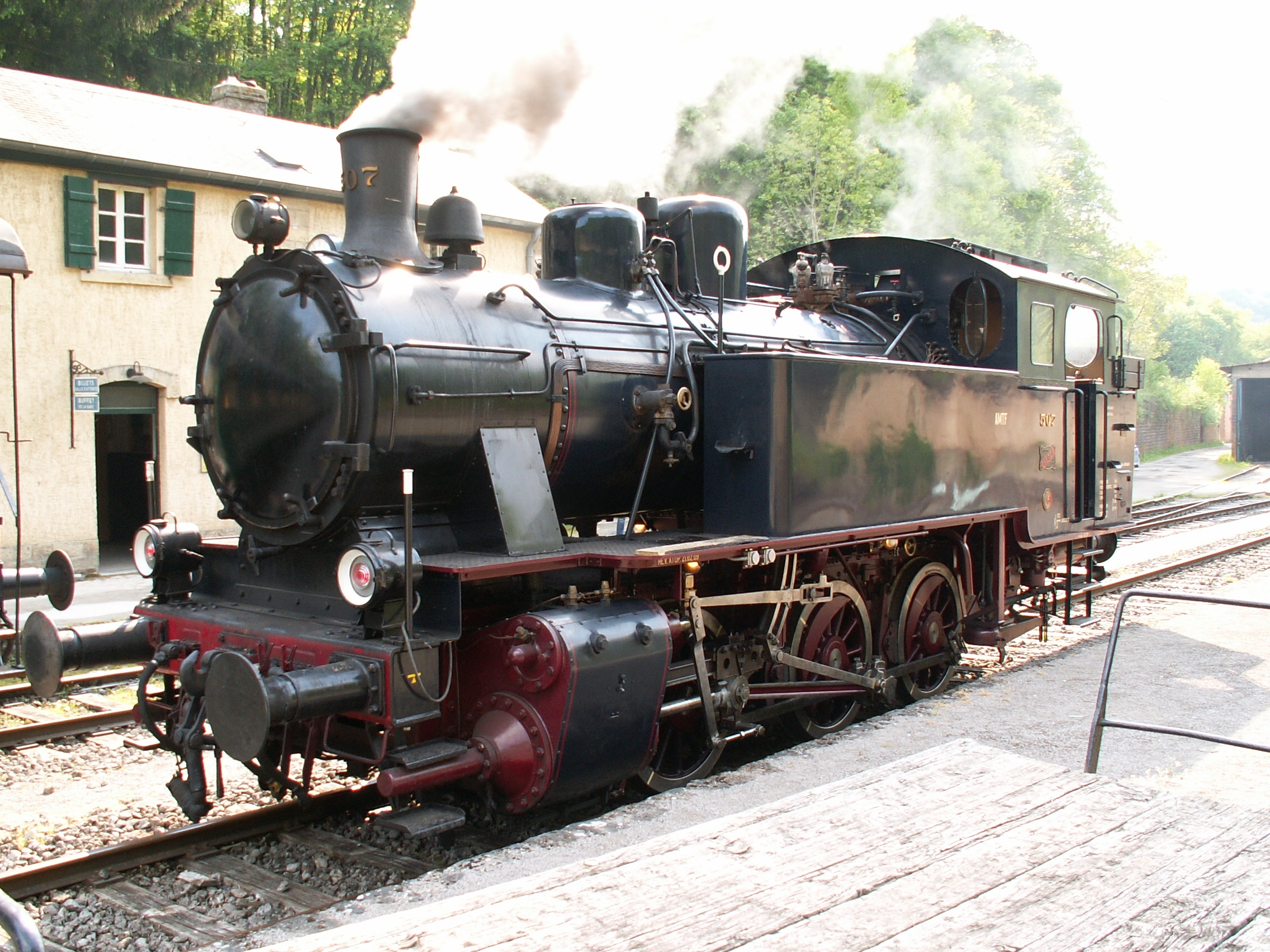
La locomotive Energie 507 du Train 1900.

Le Fond-de-Gras est situé au cœur du Minett Park Fond-de-Gras qui comprend outre la localité en elle-même, les trains touristiques Train 1900 et Minièresbunn, le site archéologique du Titelberg et l'ancienne mine à ciel ouvert « Giele Botter ». Grâce à sa large variété thématique, le Minett Park propose de nombreuses activités complémentaires dont le fil rouge est le minerai de fer.
Au Fond-de-Gras sont conservés plusieurs bâtiments historiques : bistro des mineurs, centrale électrique, épicerie d’antan, train de laminoirs, gare et remises ferroviaires qui témoignent de l’activité minière qui s’y est déroulée durant près d’un siècle.
Le Train 1900 roule entre Pétange et le Fond-de-Gras, sur l'ancienne « Ligne des Minières », ouverte en 1874 pour le transport du minerai de fer exploité dans les mines avoisinantes. Expérience unique au Luxembourg et dans la Grande Région, le trajet en locomotive à vapeur est un véritable voyage dans le temps. 
À l'époque de l'exploitation minière, les trains miniers sont indispensables pour sortir de la mine les wagonnets chargés de minerai de fer. Aujourd’hui, la « Minièresbunn » circule entre le Fond-de-Gras et Lasauvage et propose une expérience impressionnante lors de la visite au fond de la mine.